# Campeonato Mundial de Jiu-Jitsu No-Gi IBJJF
O Campeonato Mundial de Jiu-Jitsu No-Gi da IBJJF é um torneio de jiu-jítsu brasileiro sem kimono de jiu-jitsu (no-gi), organizado anualmente pela IBJJF. Geralmente, o evento ocorre na Universidade Estadual da Califórnia em Long Beach, Califórnia. Sua edição mais recente foi realizada entre 11 e 14 de dezembro de 2024, em Las Vegas, no Centro de Convenções de Las Vegas.

## História
Desde sua criação em 2007,  Caio Terra conquistou 10 títulos no Campeonato Mundial de Jiu-Jitsu No-Gi da IBJJF na categoria masculina, o maior número registrado na história. Até 2024,  Beatriz Mesquita,  Tammi Musumeci e Mayssa Bastos alcançaram 5 títulos cada no campeonato feminino, sendo os maiores números na história da competição.

## Categoria de peso
| Divisões de peso   | Homens Adultos/Masters     | Juvenis No-Gi – Homens | Mulheres Adultas/Masters No-Gi | Juvenis No-Gi – Mulheres |
| ------------------ | -------------------------- | ---------------------- | ------------------------------ | ------------------------ |
| Galo               | 55,5 kg (122,4 lb)         | 51,50 kg (113,5 lb)    | 46,5 kg (102,5 lb)             | 42,50 kg (93,7 lb)       |
| Pena ou Super Pena | 61,5 kg (135,6 lb)         | 56,50 kg (124,6 lb)    | 51,5 kg (113,5 lb)             | 46,50 kg (102,5 lb)      |
| Pluma              | 67,5 kg (148,8 lb)         | 61,50 kg (135,6 lb)    | 56,5 kg (124,6 lb)             | 50,50 kg (111,3 lb)      |
| Leve               | 73,5 kg (162,0 lb)         | 66,50 kg (146,6 lb)    | 61,5 kg (135,6 lb)             | 54,50 kg (120,2 lb)      |
| Médio              | 79,5 kg (175,3 lb)         | 71,50 kg (157,6 lb)    | 66,5 kg (146,6 lb)             | 58,50 kg (129,0 lb)      |
| Meio-Pesado        | 85,5 kg (188,5 lb)         | 76,50 kg (168,7 lb)    | 71,5 kg (157,6 lb)             | 62,50 kg (137,8 lb)      |
| Pesado             | 91,5 kg (201,7 lb)         | 81,50 kg (179,7 lb)    | 76,5 kg (168,7 lb)             | 66,50 kg (146,6 lb)      |
| Super Pesado       | 97,5 kg (215,0 lb)         | 86,50 kg (190,7 lb)    | Sem limite de peso             | Sem limite de peso       |
| Ultra Pesado       | Sem limite de peso         | Sem limite de peso     | n/d                            | n/d                      |
| Absoluto           | Aberto a todas as divisões | Depende do torneio     | Aberto a todas as divisões     | Depende do torneio       |

## Competições por ano

### Campeões mundiais masculinos faixa-preta
Os resultados listados para 2022 são provisórios. Em 8 de março de 2023, a IBJJF anunciou que três medalhistas de ouro faixa-preta adultos de 2022 foram desclassificados devido ao uso de substâncias para melhoria de desempenho. No entanto, até 10 de março de 2023, os resultados oficiais da IBJJF ainda os listavam como vencedores. Esta tabela presume que os medalhistas de prata foram promovidos a campeões, embora a IBJJF não tenha declarado isso claramente.
| Ano  | 55.5 kg                       | 61.5 kg                        | 67.5 kg                      | 73.5 kg                     | 79.5 kg                            | 85.5 kg                    | 91.5 kg                          | 97.5 kg                    | +97.5 kg                          | Absoluto                        |
| ---- | ----------------------------- | ------------------------------ | ---------------------------- | --------------------------- | ---------------------------------- | -------------------------- | -------------------------------- | -------------------------- | --------------------------------- | ------------------------------- |
| 2007 | Takeo Tani (1/1)              | Samuel Braga [en] (1/1)        | Rubens Charles Maciel (1/4)  | Jeff Glover [en] (1/1)      | Pablo Popovitch (1/3)              | Kim Johnson (1/1)          | Roberto Camargo de Alencar (1/5) | Vinny Magalhaes [en] (1/1) | Bruno Paulista (1/1)              | Jeff Monson (1/1)               |
| 2008 | Pablo Texeira (1/2)           | Caio Terra (1/10)              | Bruno Frazatto (1/1)         | Rubens Charles Maciel (2/4) | Daniel Moraes (1/1)                | Saulo Ribeiro (1/1)        | Roberto Alencar (2/5)            | Gabriel Vella (1/1)        | Antônio Braga Neto (3/3)          | Antônio Braga Neto (3/3)        |
| 2009 | Pablo Texeira (2/2)           | Caio Terra (2/10)              | Baret Yoshida (1/1)          | Lucas Lepri(1/3)            | Lucas Leite(1/3)                   | Romulo Barral (1/1)        | Roberto Alencar (3/5)            | Antônio Braga Neto (3/3)   | Josh Barnett (1/1)                | Roberto Alencar (4/5)           |
| 2010 | Brandon Mullins (1/2)         | Caio Terra (3/10)              | Justin Rader (1/2)           | Lucas Lepri (2/3)           | Gilbert Burns (fighter) [en] (1/2) | Pablo Popovitch (2/3)      | Rafael Lovato Júnior (1/3)       | João Assis (1/3)           | Roberto Abreu (1/7)               | Roberto Abreu (2/7)             |
| 2011 | Brandon Mullins (2/2)         | Caio Terra (4/10)              | Rubens Charles Maciel (3/4)  | Lucas Lepri (3/3)           | Victor Estima (1/1)                | Rafael Lovato Júnior (2/3) | Lucas Leite (2/3)                | Marcus Almeida (1/2)       | Roberto Abreu (3/7)               | Marcus Almeida (2/2)            |
| 2012 | Caio Terra(5/10)              | Henrique Rezende (1/1)         | Rubens Charles Maciel (4/4)  | Augusto Mendes (1/2)        | De'Alonzio Jackson (1/2)           | Pablo Popovitch (3/3)      | Roberto Alencar (5/5)            | Alexandre Ribeiro (1/2)    | Roberto Abreu (4/7)               | Alexandre Ribeiro (2/2)         |
| 2013 | Caio Terra (6/10)             | Laercio Fernandes (1/1)        | Justin Rader (2/2)           | Jonathan Torres (1/1)       | Gilbert Burns (2/2)                | Eduardo Telles (1/1)       | Jackson Sousa (1/1)              | James Puopolo (1/1)        | Rafael Lovato Júnior (3/3)        | Murilo Santana (1/1)            |
| 2014 | Caio Terra (7/10)             | João Miyao (1/4)               | Samir Chantre (1/1)          | AJ Agazarm (1/1)            | Marcelo Mafra (1/2)                | Keenan Cornelius (1/2)     | Lucas Leite (3/3)                | João Assis (2/3)           | Yuri Simões (1/4)                 | Yuri Simões (2/4)               |
| 2015 | Caio Terra (8/10)             | João Miyao (2/4)               | Augusto Mendes (2/2)         | Michael Langhi(1/1)         | De'Alonzio Jackson (2/2)           | Lucas Barbosa (1/4)        | Felipe Pena (1/2)                | João Assis (3/3)           | Gabriel Lucas (1/1)               | Felipe Pena (2/2)               |
| 2016 | Caio Terra (9/10)             | Mikey Musumeci (1/1)           | Osvaldo Moizinho (1/2)       | Marcio Barbosa (1/1)        | Marcelo Mafra (2/2)                | Josh Hinger [en] (1/3)     | Lucas Barbosa (2/4)              | Luis Panza (1/1)           | Yuri Simões (3/4)                 | Yuri Simões (4/4)               |
| 2017 | Caio Terra (10/10)            | João Miyao (3/4)               | Osvaldo Moizinho (2/2)       | Renato Canuto (1/1)         | Josh Hinger [en](2/3)              | Keenan Cornelius(2/2)      | Arnaldo Maidana (1/1)            | Lucas Barbosa (3/4)        | Roberto Abreu (5/7)               | Lucas Barbosa(4/4)              |
| 2018 | Nobuhiro Sawada (1/1)         | João Miyao (4/4)               | Kennedy Maciel (1/1)         | Gianni Grippo (1/3)         | Hugo Marques (1/2)                 | Josh Hinger [en] (3/3)     | Tim Spriggs (1/1)                | Kaynan Duarte (1/1)        | Gordon Ryan (1/2)                 | Gordon Ryan (2/2)               |
| 2019 | Thalison Soares (1/1)         | Hiago George (1/1)             | Alexssandro Sodré (1/1)      | Johnny Tama (1/1)           | Dante Leon(1/2)                    | Manuel Ribamar (1/1)       | Adam Wardziński (1/1)            | Vinicius Gazola (1/1)      | Roberto Abreu (6/7)               | Victor Hugo (1/2)               |
| 2021 | Estevan Martinez-Garcia (1/1) | Carlos 'Bebeto' Oliveira (1/1) | Diego Oliveira Batista (1/2) | Gianni Grippo (2/3)         | Hugo Marques (2/2)                 | Jeferson Guaresi (1/1)     | Pedro Marinho (1/2)              | Devhonte Johnson (1/1)     | Roberto Abreu (7/7)               | Pedro Marinho (2/2)             |
| 2022 | Osamah Almarwai [en] (1/1)    | Lucas Pinheiro (1/1)           | Gianni Grippo (3/3)          | Dante Leon (2/2)            | Andy Murasaki (1/1)                | Sebastian Rodriguez (1/1)  |                                  | Fellipe Trovo (1/1)        | Victor Hugo (grappler) [en] (2/2) |                                 |
| 2023 | Everton Souza (1/2)           | Edwin 'Junny' Ocasio (1/1)     | Diego Oliveira Batista (2/2) | Lucas Valente (1/2)         | Tommy Langaker (1/1)               | Ronaldo Junior (1/1)       | Elder Cruz (1/2)                 | Javier Zaruski (1/1)       | Roosevelt Souza (1/1)             | Roberto Jimenez (lutador) (1/1) |
| 2024 | Everton Souza (2/2)           | Zach Kaina (1/1)               | Cole Abate [en] (1/1)        | Lucas Valente (2/2)         | Alexandre de Jesus (1/1)           | Wallisson Souza (1/1)      | Faris Benlamkadem (1/1)          | Marcos Carrozzino (1/1)    | Lucas Montalvao (1/1)             | Elder Cruz (2/2)                |

### Campeãs mundiais femininas faixa-preta
Antes de 2012, as faixas-marrom e faixas-pretas adultas femininas competiam juntas no nível "Adulto / Marrom Preto".
| Year | n/a                   | 51.5 kg               | 56.5 kg                      | 61.5 kg                         | 66.5 kg                | 71.5 kg                            | +71.5 kg                 | n/a                        | Absolute                 |
| ---- | --------------------- | --------------------- | ---------------------------- | ------------------------------- | ---------------------- | ---------------------------------- | ------------------------ | -------------------------- | ------------------------ |
| 2007 |                       |                       | Bianca Andrade Barreto (1/2) | Gazzy Parman (1/1)              | Hannette Staack (1/1)  | Penny Thomas (1/1)                 |                          |                            |                          |
| 2008 |                       | Leticia Ribeiro (1/2) | Bianca Andrade Barreto (2/2) | Michele Nicolini (1/4)          |                        | Ana Laura Cordeiro (1/2)           | Gabi Garcia (1/4)        |                            | Ana Laura Cordeiro (2/2) |
| 2009 |                       | Sofia Amarante (1/2)  |                              | Sophia McDermott Drysdale (1/2) | Hillary Williams (1/2) | Valerie Worthington (1/1)          | Gabi Garcia (2/4)        |                            | Hillary Williams (2/2)   |
| 2010 |                       | Leticia Ribeiro (2/2) |                              | Beatriz Mesquita (1/5)          | Emily Kwok (1/1)       | Luiza Monteiro (1/4)               | Katrina Weilbacher (1/1) |                            | Michele Nicolini (2/4)   |
| 2011 |                       |                       | Michele Nicolini (3/4)       | Beatriz Mesquita (2/5)          | Rachel Demara (1/1)    | Fernanda Mazzelli (1/2)            | Emily Wetzel (1/1)       |                            | Michelle Nicolini (4/4)  |
| 2012 |                       | Sofia Amarante (2/2)  | Ana Carolina Vidal (1/2)     | Beatriz Mesquita (3/5)          | Luiza Monteiro (2/4)   |                                    | Fernanda Mazzelli (2/2)  |                            | Tammy Griego (1/1)       |
| 2013 |                       |                       | Tammi Musumeci (1/5)         | Ana Carolina Vidal (2/2)        |                        | Luiza Monteiro (3/4)               | Talita Nogueira (1/3)    |                            | Talita Nogueira (2/3)    |
| Year | 47.5 kg               | 51.5 kg               | 56.5 kg                      | 61.5 kg                         | 66.5 kg                | 71.5 kg                            | 76.5 kg                  | +76.5 kg                   | Absolute                 |
| 2014 |                       |                       | Mackenzie Dern (1/2)         | Sophia McDermott Drysdale (2/2) | Luiza Monteiro (4/4)   |                                    | Andresa Correa (1/3)     | Gabrielle Garcia (3/4)     | Gabrielle Garcia (4/4)   |
| 2015 |                       | Pati Fontes (1/3)     | Tammi Musumeci (2/5)         | Karen Antunes (1/1)             | Angelica Galvao (1/1)  | Andresa Correa (2/3)               |                          |                            | Mackenzie Dern (2/2)     |
| 2016 |                       | Pati Fontes (2/3)     | Talita Alencar (1/4)         | Tammi Musumeci (3/5)            | Amanda Alequin (1/1)   | Nathiely de Jesus (1/3)            | Andresa Correa (3/3)     |                            | Nathiely de Jesus (2/3)  |
| 2017 |                       | Pati Fontes (3/3)     | Talita Alencar (2/4)         | Jena Bishop (1/1)               | Raquel Pa'aluhi (1/3)  |                                    | Jéssica Flowers (1/4)    |                            | Jéssica Flowers (2/4)    |
| 2018 |                       | Mayssa Bastos (1/5)   | Ffion Davies (1/4)           | Catherine Perret (1/1)          | Beatriz Mesquita (4/5) | Luanna Alzuguir (1/1)              | Nathiely de Jesus (3/3)  | Jéssica Flowers (3/4)      | Beatriz Mesquita (5/5)   |
| 2019 | Mayssa Bastos (2/5)   | Amanda Monteiro (1/1) | Talita Alencar (3/4)         | Nathalie Ribeiro(1/1)           | Raquel Pa'aluhi (2/3)  | Vedha Toscano (1/1)                | Talita Nogueira (3/3)    | Kendall Reusing (1/2)      | Jéssica Flowers (4/4)    |
| 2021 |                       | Mayssa Bastos (3/5)   | Talita Alencar (4/4)         | Ffion Davies (2/4)              | Raquel Pa'aluhi (3/3)  | Elisabeth Clay (1/3)               | Rafaela Guedes (1/2)     | Mayara Custódio [en] (1/1) | Rafaela Guedes (2/2)     |
| 2022 | Jhenifer Aquino (1/2) | Alex Nguyen (1/1)     | Tammi Musumeci (4/5)         | Brianna Ste-Marie (1/1)         | Elisabeth Clay (2/3)   | Amy Campo (1/1)                    | Andressa Cintra (1/2)    | Letícia Cardozo (1/1)      | Elisabeth Clay (3/3)     |
| 2023 | Mayssa Bastos (4/5)   | Tammi Musumeci (5/5)  | Alex Enriquez (1/1)          | Ffion Davies (3/4)              | Gabrielle McComb (1/1) | Elizabeth Katherine Mitrović (1/1) | Andressa Cintra (2/2)    | Kendall Reusing (2/2)      | Ffion Davies (4/4)       |
| 2024 | Jhenifer Aquino (2/2) | Mayssa Bastos (5/5)   | Cassia Moura (1/1)           | Brianna Ste-Marie (1/1)         | Elisabeth Clay (1/1)   | Salla Simola (1/1)                 | Anabel Lopez (1/1)       | Gabi Pessanha (1/2)        | Gabi Pessanha (2/2)      |

## Lista de vencedores por número total de títulos
| Posição | Vencedor                            | Total | Absoluto | Categoria de Peso | Anos de Vitória                                            | Gênero |
| ------- | ----------------------------------- | ----- | -------- | ----------------- | ---------------------------------------------------------- | ------ |
| 1       | Caio Terra                          | 10    | 0        | 10                | 2008, 2009, 2010, 2011, 2012, 2013, 2014, 2015, 2016, 2017 | M      |
| 2       | Roberto Abreu                       | 7     | 1        | 6                 | 2010, 2011, 2012, 2017, 2019, 2021                         | M      |
| 3       | Beatriz Mesquita                    | 5     | 1        | 4                 | 2010, 2011, 2012, 2018                                     | F      |
| 3       | Roberto Alencar                     | 5     | 1        | 4                 | 2007, 2008, 2009, 2012                                     | M      |
| 5       | Michelle Nicolini                   | 4     | 2        | 2                 | 2008, 2010, 2011                                           | F      |
| 5       | Jéssica Flowers                     | 4     | 2        | 2                 | 2017, 2018, 2019                                           | F      |
| 5       | Yuri Simões                         | 4     | 2        | 2                 | 2014, 2016                                                 | M      |
| 5       | Gabi Garcia                         | 4     | 1        | 3                 | 2008, 2009, 2014                                           | F      |
| 5       | Lucas Barbosa (martial artist) [en] | 4     | 1        | 3                 | 2015, 2016, 2017                                           | M      |
| 5       | Luiza Monteiro                      | 4     | 0        | 4                 | 2010, 2012, 2013, 2014                                     | F      |
| 5       | Talita Alencar                      | 4     | 0        | 4                 | 2016, 2017, 2019, 2021                                     | F      |
| 5       | Tammi Musumeci                      | 4     | 0        | 4                 | 2013, 2015, 2016, 2022                                     | F      |
| 5       | Rubens Charles Maciel               | 4     | 0        | 4                 | 2007, 2008, 2011, 2012                                     | M      |
| 5       | João Miyao                          | 4     | 0        | 4                 | 2014, 2015, 2017, 2018                                     | M      |
| 15      | Nathiely de Jesus                   | 3     | 1        | 2                 |                                                            | F      |
| 15      | Talita Nogueira                     | 3     | 1        | 2                 |                                                            | F      |
| 15      | Elisabeth Clay                      | 3     | 1        | 2                 |                                                            | F      |
| 15      | Antônio Braga Neto                  | 3     | 1        | 2                 |                                                            | M      |
| 15      | Andresa Correa                      | 3     | 0        | 3                 |                                                            | F      |
| 15      | Pati Fontes                         | 3     | 0        | 3                 |                                                            | F      |
| 15      | Mayssa Bastos                       | 3     | 0        | 3                 |                                                            | F      |
| 15      | Raquel Pa'aluhi                     | 3     | 0        | 3                 |                                                            | F      |
| 15      | Lucas Lepri                         | 3     | 0        | 3                 |                                                            | M      |
| 15      | Pablo Popovitch                     | 3     | 0        | 3                 |                                                            | M      |
| 15      | Rafael Lovato Júnior                | 3     | 0        | 3                 |                                                            | M      |
| 15      | Lucas Leite                         | 3     | 0        | 3                 |                                                            | M      |
| 15      | João Assis                          | 3     | 0        | 3                 |                                                            | M      |
| 15      | Josh Hinger [en]                    | 3     | 0        | 3                 |                                                            | M      |
| 15      | Gianni Grippo                       | 3     | 0        | 3                 |                                                            | M      |